# Круша (Варненська область)
Кру́ша (болг. Круша) — село у Варненській області Болгарії. Входить до складу общини Аврен.

## Населення
За даними перепису населення 2011 року у селі проживали 63 особи, усі — болгари.
Розподіл населення за віком у 2011 році:
Динаміка населення: